# Amaurobius borealis
Espèce
Amaurobius borealis est une espèce d'araignées aranéomorphes de la famille des Amaurobiidae.

## Distribution
Cette espèce se rencontre aux États-Unis au Maine, au Vermont, au New Hampshire, au Massachusetts, dans l'État de New York, en Pennsylvanie, au Michigan, au Wisconsin et au Minnesota et au Canada en Colombie-Britannique, en Alberta, au Saskatchewan, au Manitoba, en Ontario, au Québec, au Nouveau-Brunswick et en Terre-Neuve-et-Labrador,.

## Description
Le mâle mesure 4 mm et la femelle 5 mm.

## Publication originale
- Emerton, 1909 : Supplement to the New England Spiders. Transactions of the Connecticut Academy of the Arts and Sciences, vol. 14, p. 171-236 (texte intégral).